# Emil Eőry
Emil Eőry (Rábacsécsény, 8 de junio de 1939–Rábacsécsény, 17 de julio de 2024) fue un escultor húngaro.

## Biografía
De 1966 a 1974 completó sus estudios en el instituto Vörösmarty Mihály. De 1968 a 1972 estudió arte en la Escuela de Arte István Szőnyi en Zebegény. Emil Eőry asistió a la escuela secundaria en Érd, luego estudió en una escuela gratuita en Zebegény entre 1968-1972 y finalmente en la Universidad de Tecnología y Economía de Budapest (1972-1974). Después de sus estudios creó esculturas raras veces medallas en Érd. Utilizaba diversos materiales como piedras, madera y metales.
Debutó en una exposición ya en 1968 y desde entonces participó en numerosas exposiciones individuales y colectivas y ha sido galardonado con varios premios entre 1981 y 2017. Fue miembro de la MAOE, Asociación de Bellas Artes y Artes Aplicadas y de la Sociedad Húngara de Escultura. Además de ser partícipe de varios campamentos de arte y miembro fundador del Campamento de Artistas Érdi.
Tuvo una esposa y dos hijos. Falleció el 17 de julio de 2024, a sus 85 años de edad.

## Exposiciones individuales
- 1980, 1993, 1999 • Centro Cultural, Erd
- 1982 • Centro Cultural Kossuth, Dabas

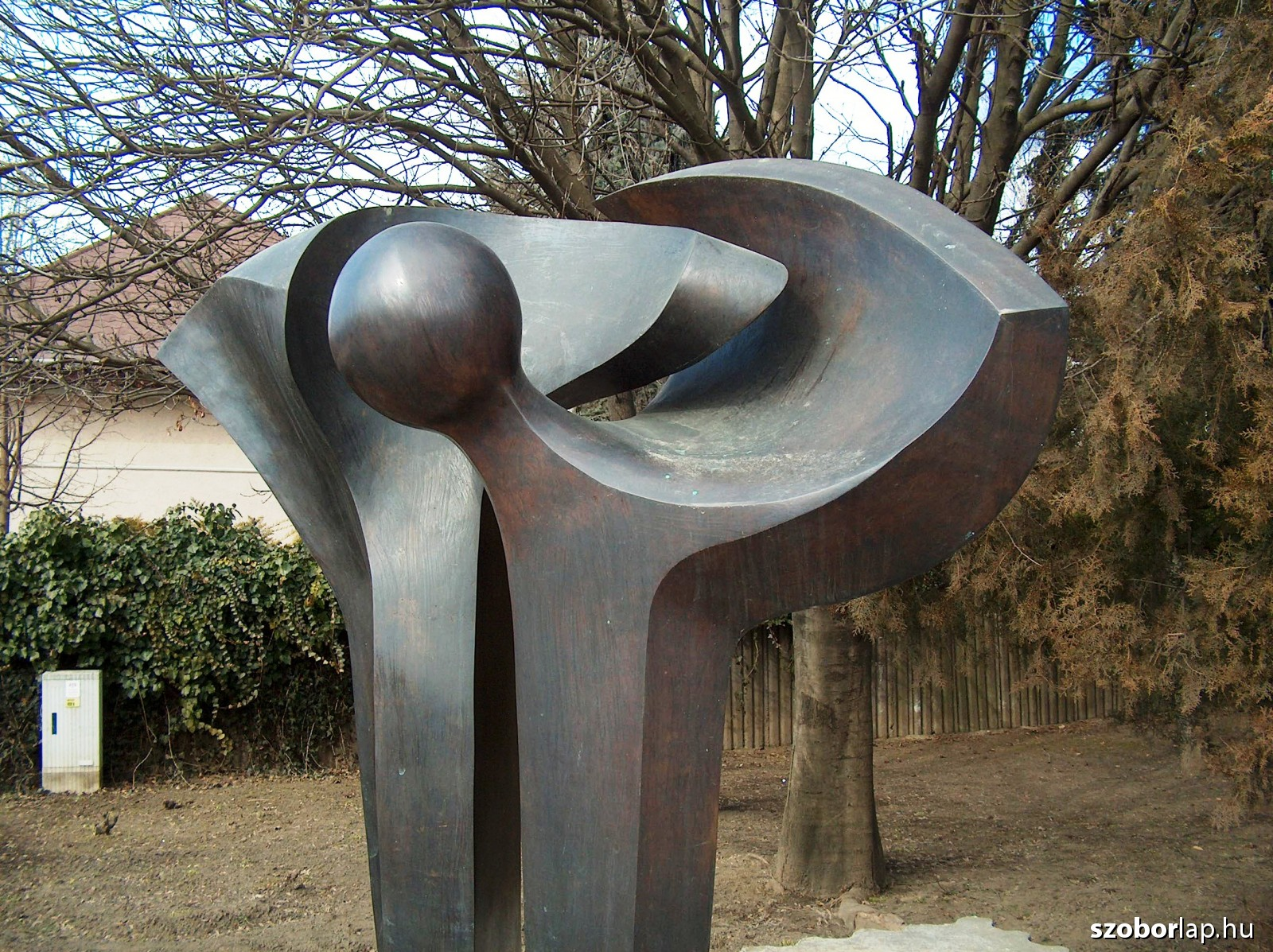
Emil Eory: Ángel guardián de la ciudad (extracto) 1993

- 1984 • Castillo de Saboya, Ráckeve
- 1994 • Galería Tisza, Csongrád
- 2002 • Galería Estudio, Debrecen.
- 2005 • Centro Cultural, Erd.
- 2005 • Centro Cultural de la Amistad, Százhalombatta.
- 2006 • Galería Csók István, Budapest.
- 2009 • Centro Cultural, Erd.
- 2011 • Galería de la ciudad, Szigetszentmiklós.
- 2012-13 • Galerie Grand E'terna, París.
- 2014 • Galería Érdi

### Exposiciones colectivas seleccionadas
- 1982 • Exposición Nacional de Bellas Artes, Műcsarnok, Budapest
- 1984 • Exposición del condado de Pest, Galería Szentendre
- 1987 • Exposición de artistas visuales autodidactas, Galería Szentendre
- 1990 • 1ª Bienal Nacional de Escultura, Galería Budatetényi, Budapest

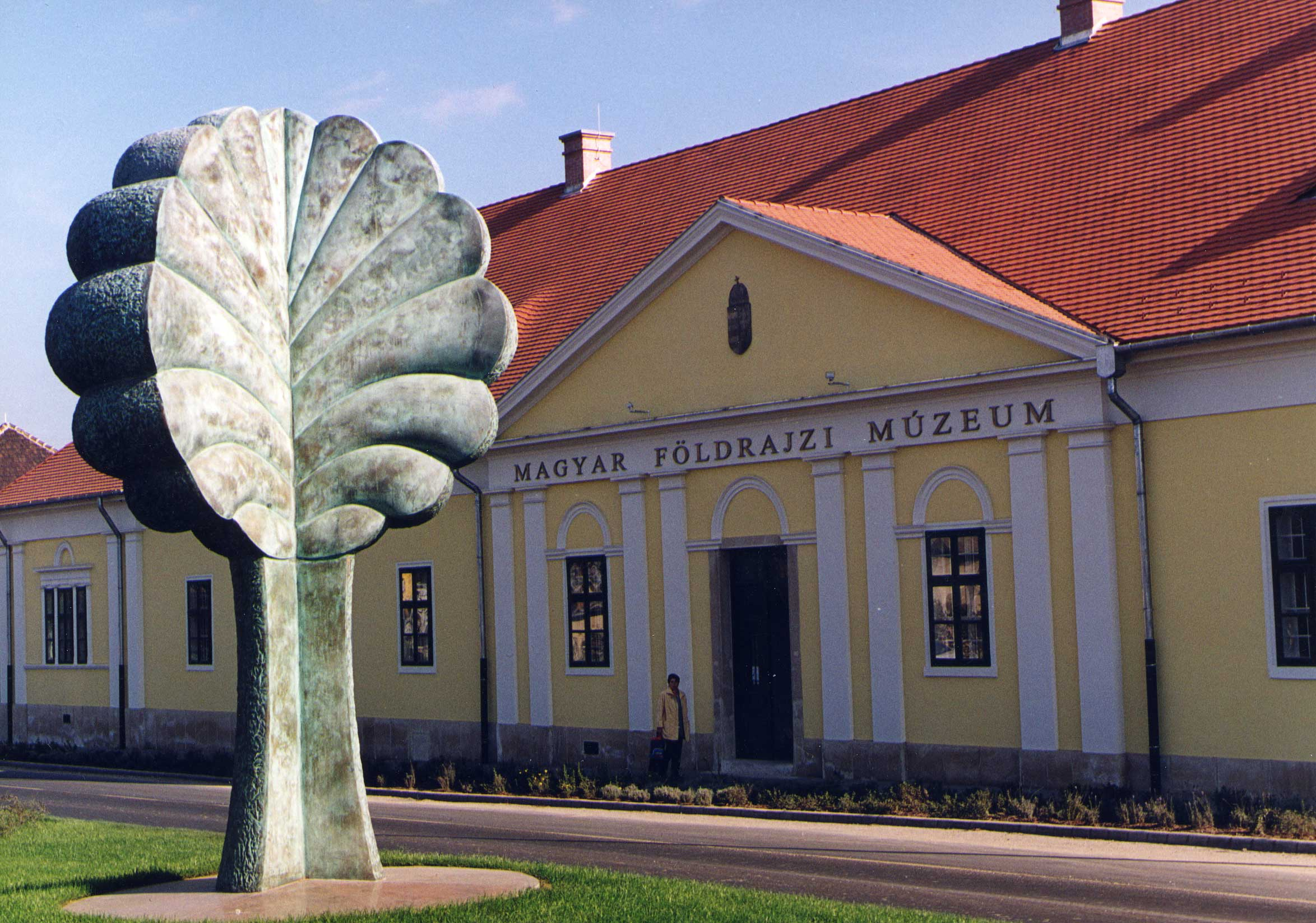
Emil Eory: Árbol de la vida (2001).

- 1981-93 • VII. , IX. , XI. , XII. , XIII. Bienal Nacional del Pequeño Plástico, Pécs
- 1997 • Salón Húngaro '97, Műcsarnok, Budapest
- 2000, 2002 • Exposición del condado de Pest, Szentendre
- 2001 • Escultura de aquí y del más allá, Műcsarnok.
- 2007 Exposición Balaton, Balatonalmádi.
- 2008 Bienal de Paisaje de Panonia, Balatonalmádi.
- 2008 Exposición Nacional de Escultura en Madera, Nagyatád.
- 2010-11-12-13-14 Exposición de la Colonia de Artistas Érdi, Érd.

### Obras en colecciones públicas
- Núcleo (madera, 1985) Museo Janus Pannonius, Pécs;
- Transformaciones I-IV. (serie de medallas, 2000), Profundidad (bronce, 2000) Galería de la ciudad, Nyíregyháza.
- Galería de la ciudad de los Gemelos (bronce), Nyíregyháza.

### Obras públicas

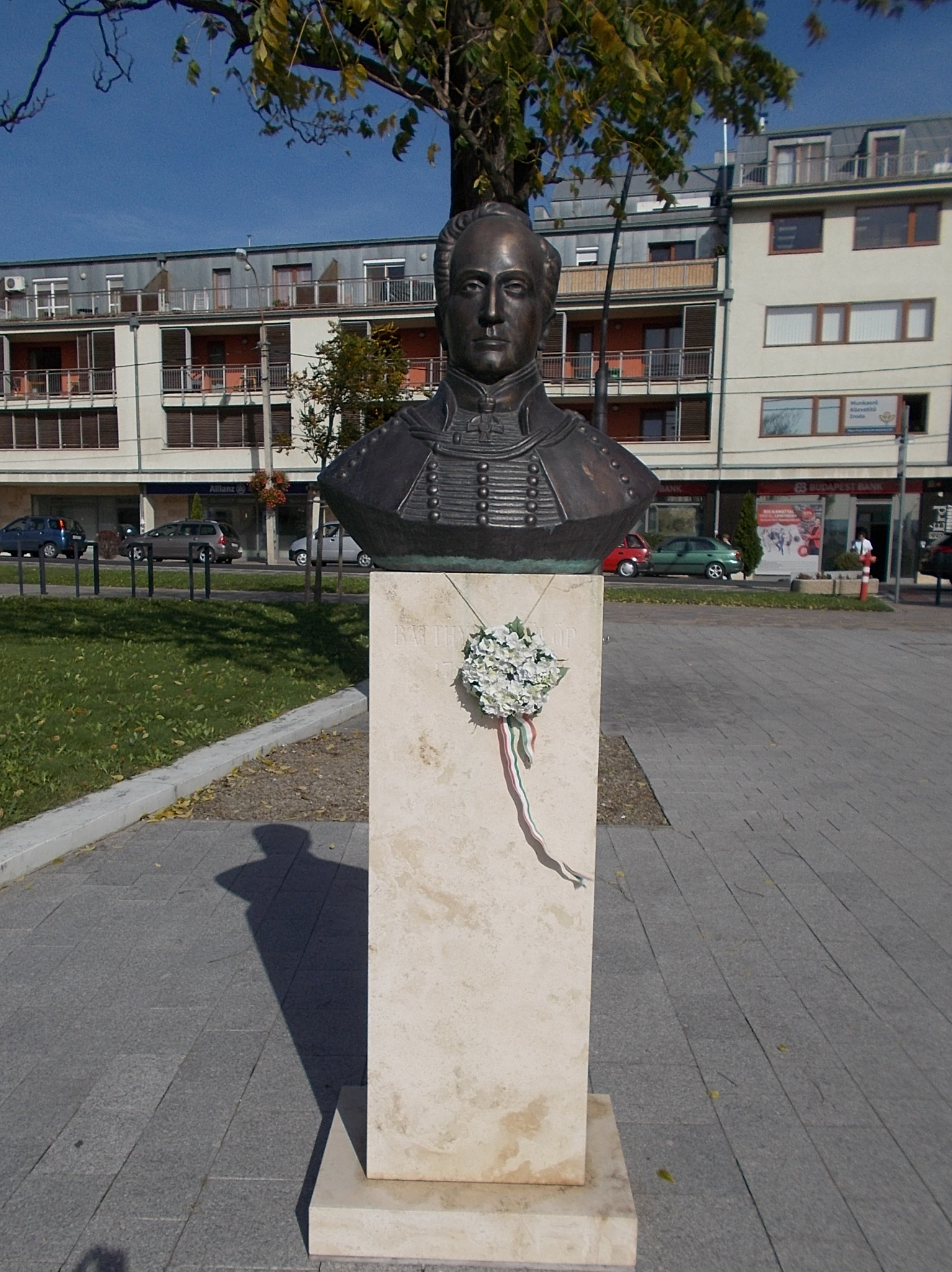
Busto de Batthyány Fulöp.

- Escultura de Nueve Ciudades (escultura de hierro, 1979, Vásárosnamény)
- Memorial de la Misericordia (madera, 1993, Érd)
- II. Monumento a la Segunda Guerra Mundial (piedra, 1993, Diósd)
- Ángel de la guarda de la ciudad (acero cromado, 1994, Érd)
- Retrato de Zoltán Csuka (bronce, 1994, Érd)
- Retrato de Károly Kós (relieve de bronce, 1995, Érd)
- Relieve de János Bolyai (relieve de bronce, 1995, Alt. Isk., Érd)
- Díszkút, Sol (bronce, 1999, Thermál Hotel Liget, Érd)
- Señal de tráfico (relieve de bronce, 2001, Érd)
- Árbol de la Vida (monumento del milenio, bronce, 1996-2001, Érd)
- Bailarina (torso, bronce, 2002, Hotel Kálvária, Győr)
- Torso femenino con cortinas (bronce, mármol, 2002, Universidad de Economía, Budapest).
- Espíritu de competencia (bronce 2006 Oficina de Competencia Económica de Budapest)
- Heller Farkas (retrato en bronce 2007 Universidad de Tecnología y Economía de Budapest)
- Fülöp Batthyány (retrato en bronce 2011 Fő tér Erd.)

## Literatura
- KELÉNYI I.: Estaciones de ~su arte, 1990; KÉRI M.: ~, Új Kőrkép, Érd, 1997/11. ; ~ (cat. inv. FELEDY B.), Érd, 1999; Escultura de aquí y del más allá (ed. cat.: NAGY Z., PETRÁNYI ZS., OROSZ P.), Műcsarnok, 2001; ~ (cat. inv. HARMAT B.), Érd, 2001; KÉRI M.: Cerrado en formas, DUNAPART, 2003/4.
- FELEDY B.: El espíritu del concurso de artes plásticas. (Espejo de competencia, diciembre de 2006)
- NOVOTNY T. Eőry E.: Sobre la exposición de AKT-OK. (Excursión de un día 2005/5)
- Anuario Napút 2009 (Ochenta y uno y setenta y uno Napút diciembre 2008)
- NOVOTNY T.: "Eőry Eőry-Eőry después de Emil". (CONTEMPORÁNEO 2010/6)

## Más información
- Emil Eőry; autores, Érd, 1999
- Emil Eőry; prólogo Béla Harmat; Autogobierno, Érd, 2001 ( libros de periódicos Érd )
- Eory; Autogobierno, Érd, 2009
- Sección transversal ; Galería Érdi, Érd, 2019
- Tihamér Novotny: Razones de edad. Emil Eőry 80 ; Autogobierno, Érd, 2019